# David Kaplan
Pour les articles homonymes, voir Kaplan.
David Benjamin Kaplan (né en 1933) est un philosophe américain et un logicien. Il enseigne à l'Université de Californie à Los Angeles (UCLA). 
Il concentre son travail sur les domaines de la logique, de la logique philosophique, de la logique modale, de la philosophie du langage, de la métaphysique, et de l'épistémologie. Il est surtout connu pour ses travaux sur les démonstratifs, sur les propositions, et sur la référence dans les contextes intensionnels.

## Biographie
Kaplan a obtenu son doctorat en philosophie à UCLA en 1964, où il a été le dernier étudiant à faire des recherches sous la direction de Rudolf Carnap. Sa thèse s'intitulait « Les Fondements de la logique intensionnelle » (« Foundations of Intensional Logic »). Il a persévéré dans une approche de la philosophie extrêmement formelle, longtemps la marque de UCLA (ainsi qu'en témoignent les philosophes mathématiciens et logiciens Alonzo Church et Richard Montague).
Presque chaque année, Kaplan donne un cours avancé en philosophie du langage, qui se concentre sur l'œuvre soit de Gottlob Frege, soit de Bertrand Russell, soit de Peter Frederick Strawson. Il donne également un cours en lien qui porte sur La logique des noms propres de Kripke. Ses leçons se focalisent souvent sur certains paragraphes de l'article de Russell « De la dénotation », ou encore sur celui de Frege « Sens et dénotation ».

## Travaux
Les travaux de Kaplan sont principalement dédiés à la philosophie du langage et à la logique. Il est parfois malgré tout amené à se risquer à prendre position dans d'autres domaines en lien, comme en philosophie de l'esprit.

### La sémantique des indexicaux et des démonstratifs
La contribution de Kaplan à la philosophie du langage qui a eu la plus grande portée est son analyse de la sémantique des indexicaux et des démonstratifs. Elle est exposée (avec progression dans le détail) dans une série d'articles : « Dthat », « On the Logic of Demonstratives », « Demonstratives », et « Afterthoughts ».
Kaplan met en avant deux distinctions clefs, qui peuvent être vues comme des réponses à l'incapacité dans laquelle se trouve la sémantique de Frege de rendre compte de la sensibilité au contexte de la langue. D'abord, au lieu des catégories de Frege du Sinn et du Bedeutung (généralement traduits par « sens » et « dénotation »), Kaplan introduit les notions de caractère et de contenu. Le caractère est la signification linguistique d'une expression, et le contenu est la proposition (ou l'élément propositionnel) exprimée par une expression dans un contexte. Ensuite, Kaplan fait une distinction explicite entre le contexte d'une énonciation et les circonstances d'évaluation de la proposition exprimée par une énonciation. Le contexte peut être formalisé comme un ensemble composé d'un locuteur, d'un endroit, d’un moment, et d’un monde possible (et, selon l'analyse des démonstratifs, peut-être d’un ensemble soit de démonstrations, soit d'intentions directrices). Les circonstances de l'évaluation jouent un rôle très similaire à celui des mondes possibles en sémantique modale.
À partir de ces distinctions à grands traits, Kaplan définit le caractère et le contenu plus précisément. Le caractère définit une fonction associée par convention à une expression, qui prend pour arguments des éléments contextuels et qui retourne le contenu comme valeur. Le contenu, d'un autre côté, définit une fonction qui prend pour arguments ces éléments des circonstances d'évaluation pertinents pour déterminer l'extension, et qui retourne l'extension (le référent ou la valeur de vérité) comme valeur.
Deux notions plus importantes peuvent ainsi être définies. On peut dire qu'une expression est sensible au contexte si, et seulement si son caractère définit une fonction non-constante (c'est-à-dire si, et seulement si elle renvoie comme valeur des contenus différents étant donné comme arguments des éléments de contexte différents). Une expression est insensible au contexte si, et seulement si son caractère définit une fonction constante. En outre, la distinction entre le caractère et le contenu disparaît dans le cas des expressions insensibles au contexte, et on associe par convention chacune de ces expressions directement à un contenu.
D'un autre côté, une expression est directement référentielle si, et seulement si son contenu définit une fonction constante à partir des circonstances d'évaluation vers l'extension. Kaplan indique que les expressions directement référentielles sont celles qui réfèrent sans passer par la médiation du Sinn frégéen, ou encore sont celles dont la seule contribution au contenu sont leurs référents. Ainsi, dans le cas des expressions directement référentielles, on peut dire que la distinction entre le contenu et le référent disparaît.
N'importe quel terme singulier est directement référentiel, d'après Kaplan. Donc il s'ensuit une idée intuitive : la signification d'un indexical est une règle qui nous amène depuis une partie du contexte vers une expression ; et la signification d'une expression est une partie du contenu propositionnel qui détermine l'extension dans chaque monde possible.
Kaplan continue ensuite et utilise ce schéma sémantique pour expliquer des phénomènes qui ont lieu entre les vérités nécessaires et a priori. Une énonciation est dite nécessairement vraie si, et seulement si le contenu qu'elle exprime est vrai en toute circonstance ; tandis qu'une énonciation est dite vraie a priori si, et seulement si elle exprime dans chaque contexte un contenu qui est vrai dans les circonstances dont fait partie ce contexte. Donc, « Je suis ici maintenant » est vrai a priori parce que chacune des expressions indexicales utilisées (« je », « ici », « maintenant ») fait directement référence au locuteur, au lieu, et au moment de l'énonciation. Mais l'énonciation n'est pas nécessairement vraie, parce que n'importe quel locuteur aurait pu être dans un lieu différent à ce moment-là, étant donné différentes circonstances d'évaluation. En revanche, « Je suis David Kaplan », proféré par David Kaplan, est nécessairement vrai, puisque « je » et « David Kaplan » (toutes les deux des expressions directement référentielles) font référence au même objet dans toutes les circonstances d'évaluation. Le même énoncé n'est pas vrai a priori, cependant : s’il était proféré dans un contexte différent (un contexte avec un locuteur autre que Kaplan), il pourrait être faux.
Un autre résultat de la théorie de Kaplan est qu’elle résout le paradoxe de Frege concernant les indexicaux. Pour faire simple, le paradoxe surgit lorsque des indexicaux sont censés être directement référentiels, c’est-à-dire lorsqu’ils font référence sans passer par un Sinn frégéen. Frege rend compte de la valeur cognitive de ces énoncés grâce au Sinn. Le problème survient lorsqu’une phrase comme « Je suis David Kaplan », proférée par David Kaplan, « Voici David Kaplan », proférée par quelqu’un qui montre David Kaplan du doigt, et « David Kaplan est David Kaplan », proférée par n’importe qui, expriment toutes le même contenu et font référence aux mêmes individus. Or, chacune des trois a une valeur cognitive différente (il est possible de croire rationnellement que l’une est vraie tout en en rejetant une autre). Kaplan l’explique en associant la valeur cognitive avec le caractère plutôt que le contenu, remédiant ainsi au problème. (Il y a d’autres problèmes avec cette solution, auxquels Kaplan s’attelle dans « Afterthoughts »).
La théorie sémantique de Kaplan rencontre toutefois un problème avec les noms propres qui semblent n’être que directement référentiels et qui sont en même temps insensibles au contexte. D’après Kaplan, cela signifie que les fonctions constantes sont définies à la fois par le caractère d’un nom propre et par son contenu, ce qui impliquerait que les noms propres n’ont pas d’autre signification que leur référence. Si cette conception des noms propres n’est pas nouvelle (John Stuart Mill en était un précurseur), le paradoxe de Frege a semé le doute sur ce genre de théories. Beaucoup de philosophes ont tenté de s’attaquer à ce problème (notamment Joseph Almog, David Braun, Michael Devitt, John Perry (philosophe), Nathan Salmon, Scott Soames, et Howard Wettstein), mais aucune solution n’a produit de consensus.

### La quantification
Dans son article « Quantifying In » (1968), Kaplan discute d’un problème qui a trait au discours intensionnel et indirect (opaque, ou oblique). Par exemple, l’échec de la substitution de synonymes, l’échec de la généralisation existentielle, et la distinction entre des attributions d’attitude propositionnelle de re et de dicto. De tels problèmes ont d’abord été mis en évidence par Quine dans "Quantificateurs et attitudes propositionnelles" en 1956.
L’expression « quantifying in » (qu’on pourrait traduire par "quantifier dans") vient de la discussion de Quine sur ce qu’il appelle les constructions « relationnelles » d’un énoncé existentiel. Dans ces cas-là, il y a une occurrence d’une variable liée à un opérateur antérieur au sein d’un contexte non-extensionnel, tel que celui créé par une proposition qui commence par « que », ou, si l’on préfère, celui créé par une attitude propositionnelle ou des opérateurs modaux. C’est cet opérateur qui « quantifie dans » le contexte. Parler de "quantifying in" rend compte de la notion selon laquelle l’opérateur qui lie la variable (par exemple le quantificateur existentiel « quelque chose ») atteint, pour ainsi dire, le contexte non-extensionnel pour lier la variable qui se trouve dans sa portée. Par exemple (en utilisant une attitude propositionnelle), si on quantifie sur l’énoncé « Ralph croit que Ortcutt est un espion », le résultat est (en partie formalisé) :
(Ǝx) (Ralph croit que x is a spy)
[« Il y a quelqu’un dont Ralph croit qu’il est un espion »]
En somme, Kaplan cherche (entre autres choses) à fournir un appareil (dans la tradition frégéenne) qui permet qu’on puisse quantifier sur des contextes intensionnels même s’ils manifestent le genre d’échec à la substitution des synonymes dont Quine parle. Si Kaplan y parvient, cela aura montré que Quine avait tort de penser que l’échec à la substitution implique l’échec au test de la généralisation existentielle.

### La pédagogie de la logique, et le programme Logic 2000
Ces dernières années, Kaplan a dévoué beaucoup d’effort pour enseigner l’introduction à la logique. Sa contribution principale a été son travail pour créer un programme informatique, Logic 2000, sur lequel les étudiants peuvent faire leur devoir. Logic 2000 est actuellement disponible à l’utilisation gratuitement. Le programme a beaucoup de sections, y compris un module pour faire des dérivations, un module pour apprendre la symbolisation, un module pour les modèles, et plus encore. Le programme a été développé au départ pour compléter le texte de logique de Donald Kalish et de Richard Montague, et le module pour les dérivations utilise par conséquent leur système de déduction naturelle. Le programme fournit à l’étudiant immédiatement des messages d’erreur complets qui détaillent toutes les erreurs qu’il a pu faire sur le problème sur lequel il ou elle travaille.

### Articles
- 1968, « Quantifying In », Synthese.
- 1977, « Demonstratives », Themes From Kaplan (réédition en 1989)
- 1978, « On the Logic of Demonstratives », Journal of Philosophical Logic.
- 1978, « Dthat », Syntax and Semantics.
- 1973, « Bob and Carol and Ted and Alice », Approaches to Natural Language.
- 1975, « How to Russell a Frege-Church », The Journal of Philosophy.
- 1986, « Opacity », The philosophy of W.V. Quine.
- 1989, « Afterthoughts », Themes From Kaplan (où il revient sur son article de 1977)
- 1990, « Words », The Aristotelian Society.
- 1995, « A Problem in Possible World Semantics », Modality, Morality, and Belief.
- 2005, « Reading 'On Denoting' on its Centenary », Mind.

### Littérature secondaire
- 2009, The Philosophy of David Kaplan, Joseph Almog et Paolo Leonardi (it)